# Distretto di Maha Chana Chai
Il distretto di Maha Chana Chai (in thailandese: มหาชนะชัย) è un distretto (amphoe) della Thailandia, situato nella provincia di Yasothon.